# Liga de Campeones de la UEFA 1996-97
La Copa de Campeones de Europa o quinta edición de la denominada Liga de Campeones de la UEFA fue la edición número 42 celebrada en los meses de julio de 1996 y mayo de 1997, con la participación de 24 clubes pertenecientes a 23 federaciones europeas.
El campeón de esa temporada fue el Borussia Dortmund, que logró la primera Liga de Campeones de su historia, tras vencer en la final al vigente campeón Juventus por tres goles a uno, coronándose en el Olímpico de Múnich la entonces casa de su eterno rival, el Bayern Múnich.
Al ganar la competición europea, el equipo de Dortmund clasificó a la Supercopa de Europa 1997, torneo que perdió frente al F.C. Barcelona; y a la Copa Intercontinental 1997 competición donde venció al Cruzeiro brasileño. 
El vigente finalista Ajax Ámsterdam, fue eliminado por el posterior finalista Juventus en semifinales. 
Esta fue la última edición en la que solo participaron los campeones de las Ligas nacionales (además del defensor del título). En la siguiente temporada se inició una transición, con 24 equipos y la entrada de subcampeones de las ligas más potentes, y que culminó con la ampliación a 32 equipos realizada en la edición 1999-2000 con 32 equipos y un máximo de cuatro por país, que perdura hasta la actualidad.

## Ronda clasificatoria
El sorteo se realizó el 6 de julio de 1996 en Ginebra.
Los partidos se disputaron el 7 y 21 de agosto de 1996.
| Equipo Local Ida | Resultado | Equipo Visitante Ida | Ida   | Vuelta    |
| ---------------- | --------- | -------------------- | ----- | --------- |
| Grasshopper      | 6 - 0     | Slavia Praga         | 5 - 0 | 1 - 0     |
| Rangers          | 10 - 3    | Alania Vladikavkaz   | 3 - 1 | 7 - 2     |
| Club Brujas      | 2 - 5     | Steaua Bucarest      | 2 - 2 | 0 - 3     |
| Widzew Łódź      | (v)4 - 4  | Brøndby IF           | 2 - 1 | 2 - 3     |
| Rapid Viena      | 6 - 2     | Dinamo de Kiev       | 2 - 0 | 4 - 2     |
| Maccabi Tel Aviv | 1 - 2     | Fenerbahçe           | 1 - 1 | 0 - 1     |
| IFK Göteborg     | 4 - 1     | Ferencváros          | 3 - 0 | 1 - 1     |
| Panathinaikos    | 1 - 3     | Rosenborg B.K.       | 1 - 0 | 0 - 3(pr) |

## Fase de grupos
El sorteo se realizó el 23 de agosto de 1996 en Ginebra.

### Grupo A
| Pos. | Equipo      | Pts. | PJ | G | E | P | GF | GC | Dif. | Clasificación             |
| ---- | ----------- | ---- | -- | - | - | - | -- | -- | ---- | ------------------------- |
| 1    | Auxerre     | 12   | 6  | 4 | 0 | 2 | 8  | 7  | +1   | Acceso a cuartos de final |
| 2    | Ajax        | 12   | 6  | 4 | 0 | 2 | 8  | 4  | +4   | Acceso a cuartos de final |
| 3    | Grasshopper | 9    | 6  | 3 | 0 | 3 | 8  | 5  | +3   |                           |
| 4    | Rangers     | 3    | 6  | 1 | 0 | 5 | 5  | 13 | −8   |                           |

 Fuente: [cita requerida]
| Jor. | Fecha            | Estadio                   | Local          | Visitante      | Resultado |
| ---- | ---------------- | ------------------------- | -------------- | -------------- | --------- |
| 1    | 11 de septiembre | Stade de l'Abbé-Deschamps | Auxerre        | Ajax Ámsterdam | 0–1       |
| 1    | 11 de septiembre | Hardturm-Stadion          | Grasshopper    | Rangers        | 3–0       |
| 2    | 25 de septiembre | Amsterdam ArenA           | Ajax Ámsterdam | Grasshopper    | 0–1       |
| 2    | 25 de septiembre | Ibrox Stadium             | Rangers        | Auxerre        | 1–2       |
| 3    | 16 de octubre    | Stade de l'Abbé-Deschamps | Auxerre        | Grasshopper    | 1–0       |
| 3    | 16 de octubre    | Amsterdam ArenA           | Ajax Ámsterdam | Rangers        | 4–1       |
| 4    | 30 de octubre    | Hardturm-Stadion          | Grasshopper    | Auxerre        | 3–1       |
| 4    | 30 de octubre    | Ibrox Stadium             | Rangers        | Ajax Ámsterdam | 0–1       |
| 5    | 20 de noviembre  | Amsterdam ArenA           | Ajax Ámsterdam | Auxerre        | 1–2       |
| 5    | 20 de noviembre  | Ibrox Stadium             | Rangers        | Grasshopper    | 2–1       |
| 6    | 4 de diciembre   | Stade de l'Abbé-Deschamps | Auxerre        | Rangers        | 2–1       |
| 6    | 4 de diciembre   | Hardturm-Stadion          | Grasshopper    | Ajax Ámsterdam | 0–1       |

### Grupo B
| Pos. | Equipo             | Pts. | PJ | G | E | P | GF | GC | Dif. | Clasificación             |
| ---- | ------------------ | ---- | -- | - | - | - | -- | -- | ---- | ------------------------- |
| 1    | Atlético de Madrid | 13   | 6  | 4 | 1 | 1 | 12 | 4  | +8   | Acceso a cuartos de final |
| 2    | Borussia Dortmund  | 13   | 6  | 4 | 1 | 1 | 14 | 8  | +6   | Acceso a cuartos de final |
| 3    | Widzew Lodz        | 4    | 6  | 1 | 1 | 4 | 6  | 10 | −4   |                           |
| 4    | Steaua de Bucarest | 4    | 6  | 1 | 1 | 4 | 5  | 15 | −10  |                           |

 Fuente: [cita requerida]
| Jor. | Fecha            | Estadio          | Local              | Visitante          | Resultado |
| ---- | ---------------- | ---------------- | ------------------ | ------------------ | --------- |
| 1    | 11 de septiembre | Vicente Calderón | Atlético de Madrid | Steaua Bucarest    | 4–0       |
| 1    | 11 de septiembre | Westfalenstadion | Borussia Dortmund  | Widzew Łódź        | 2–1       |
| 2    | 25 de septiembre | Ghencea Stadium  | Steaua Bucarest    | Borussia Dortmund  | 0–3       |
| 2    | 25 de septiembre | Stadion Widzewa  | Widzew Łódź        | Atlético de Madrid | 1–4       |
| 3    | 16 de octubre    | Vicente Calderón | Atlético de Madrid | Borussia Dortmund  | 0–1       |
| 3    | 16 de octubre    | Ghencea Stadium  | Steaua Bucureşti   | Widzew Łódź        | 1–0       |
| 4    | 30 de octubre    | Westfalenstadion | Borussia Dortmund  | Atlético de Madrid | 1–2       |
| 4    | 30 de octubre    | Stadion Widzewa  | Widzew Łódź        | Steaua Bucarest    | 2–0       |
| 5    | 20 de noviembre  | Ghencea Stadium  | Steaua Bucarest    | Atlético de Madrid | 1–1       |
| 5    | 20 de noviembre  | Stadion Widzewa  | Widzew Łódź        | Borussia Dortmund  | 2–2       |
| 6    | 4 de diciembre   | Vicente Calderón | Atlético de Madrid | Widzew Łódź        | 1–0       |
| 6    | 4 de diciembre   | Westfalenstadion | Borussia Dortmund  | Steaua Bucarest    | 5–3       |

### Grupo C
| Pos. | Equipo            | Pts. | PJ | G | E | P | GF | GC | Dif. | Clasificación             |
| ---- | ----------------- | ---- | -- | - | - | - | -- | -- | ---- | ------------------------- |
| 1    | Juventus          | 16   | 6  | 5 | 1 | 0 | 11 | 1  | +10  | Acceso a cuartos de final |
| 2    | Manchester United | 9    | 6  | 3 | 0 | 3 | 6  | 3  | +3   | Acceso a cuartos de final |
| 3    | Fenerbahçe        | 7    | 6  | 2 | 1 | 3 | 3  | 6  | −3   |                           |
| 4    | Rapid de Viena    | 2    | 6  | 0 | 2 | 4 | 2  | 12 | −10  |                           |

 Fuente: [cita requerida]
| Jor. | Fecha            | Estadio              | Local             | Visitante         | Resultado |
| ---- | ---------------- | -------------------- | ----------------- | ----------------- | --------- |
| 1    | 11 de septiembre | Ernst Happel Stadion | Rapid Viena       | Fenerbahçe SK     | 1–1       |
| 1    | 11 de septiembre | Stadio delle Alpi    | Juventus          | Manchester United | 1–0       |
| 2    | 25 de septiembre | Şükrü Saracoğlu      | Fenerbahçe SK     | Juventus          | 0–1       |
| 2    | 25 de septiembre | Old Trafford         | Manchester United | Rapid Viena       | 2–0       |
| 3    | 16 de octubre    | Ernst Happel Stadion | Rapid Viena       | Juventus          | 1–1       |
| 3    | 16 de octubre    | Şükrü Saracoğlu      | Fenerbahçe SK     | Manchester United | 0–2       |
| 4    | 30 de octubre    | Stadio delle Alpi    | Juventus          | Rapid Viena       | 5–0       |
| 4    | 30 de octubre    | Old Trafford         | Manchester United | Fenerbahçe SK     | 0–1       |
| 5    | 20 de noviembre  | Şükrü Saracoğlu      | Fenerbahçe SK     | Rapid Viena       | 1–0       |
| 5    | 20 de noviembre  | Old Trafford         | Manchester United | Juventus          | 0–1       |
| 6    | 4 de diciembre   | Ernst Happel Stadion | Rapid Viena       | Manchester United | 0–2       |
| 6    | 4 de diciembre   | Stadio delle Alpi    | Juventus          | Fenerbahçe SK     | 2–0       |

### Grupo D
| Pos. | Equipo       | Pts. | PJ | G | E | P | GF | GC | Dif. | Clasificación             |
| ---- | ------------ | ---- | -- | - | - | - | -- | -- | ---- | ------------------------- |
| 1    | Porto        | 16   | 6  | 5 | 1 | 0 | 12 | 4  | +8   | Acceso a cuartos de final |
| 2    | Rosenborg    | 9    | 6  | 3 | 0 | 3 | 7  | 11 | −4   | Acceso a cuartos de final |
| 3    | Milan        | 7    | 6  | 2 | 1 | 3 | 13 | 11 | +2   |                           |
| 4    | IFK Göteborg | 3    | 6  | 1 | 0 | 5 | 7  | 13 | −6   |                           |

 Fuente: [cita requerida]
| Jor. | Fecha            | Estadio    | Local        | Visitante    | Resultado |
| ---- | ---------------- | ---------- | ------------ | ------------ | --------- |
| 1    | 11 de septiembre | Nya Ullevi | IFK Göteborg | Rosenborg BK | 2–3       |
| 1    | 11 de septiembre | San Siro   | Milan        | Porto        | 2–3       |
| 2    | 25 de septiembre | Lerkendal  | Rosenborg BK | Milan        | 1–4       |
| 2    | 25 de septiembre | Das Antas  | Porto        | IFK Göteborg | 2–1       |
| 3    | 16 de octubre    | Nya Ullevi | IFK Göteborg | Milan        | 2–1       |
| 3    | 16 de octubre    | Lerkendal  | Rosenborg BK | Porto        | 0–1       |
| 4    | 30 de octubre    | San Siro   | Milan        | IFK Göteborg | 4–2       |
| 4    | 30 de octubre    | Das Antas  | Porto        | Rosenborg BK | 3–0       |
| 5    | 20 de noviembre  | Lerkendal  | Rosenborg BK | IFK Göteborg | 1–0       |
| 5    | 20 de noviembre  | Das Antas  | Porto        | Milan        | 1–1       |
| 6    | 4 de diciembre   | Nya Ullevi | IFK Göteborg | Porto        | 0–2       |
| 6    | 4 de diciembre   | San Siro   | Milan        | Rosenborg BK | 1–2       |

## Segunda fase
Los ocho equipos clasificados disputaron una serie de eliminatorias a ida y vuelta, hasta decidir los dos equipos clasificados para la final de Múnich. En la tabla se muestran todos los cruces de la fase final. El primer equipo de cada eliminatoria jugó como local el partido de ida, y el segundo jugó en su campo la vuelta. En los resultados se indica el marcador en la ida, seguido del de la vuelta.

La eliminatoria de cuartos de final emparejó los grupos de dos en dos (A con B y C con D) de modo que el primero de un grupo concreto jugase contra el segundo de otro específico y viceversa, y que dos equipos de un mismo grupo solo pudieran enfrentarse otra vez en la final. En la eliminatoria de cuartos, además los primeros de grupo contaban con la ventaja de jugar la vuelta como locales.
|  | Cuartos de final                                      | Cuartos de final                                      | Cuartos de final                                      | Cuartos de final                                      | Cuartos de final                                      |   |    | Semifinales                                           | Semifinales                                           | Semifinales                                           | Semifinales                                           | Semifinales                                           |  |    | Final                                       | Final                                       | Final                                       |  |
|  | 5 de marzo de 1997 (ida) 19 de marzo de 1997 (vuelta) | 5 de marzo de 1997 (ida) 19 de marzo de 1997 (vuelta) | 5 de marzo de 1997 (ida) 19 de marzo de 1997 (vuelta) | 5 de marzo de 1997 (ida) 19 de marzo de 1997 (vuelta) | 5 de marzo de 1997 (ida) 19 de marzo de 1997 (vuelta) |   |    | 9 de abril de 1997 (ida) 23 de abril de 1997 (vuelta) | 9 de abril de 1997 (ida) 23 de abril de 1997 (vuelta) | 9 de abril de 1997 (ida) 23 de abril de 1997 (vuelta) | 9 de abril de 1997 (ida) 23 de abril de 1997 (vuelta) | 9 de abril de 1997 (ida) 23 de abril de 1997 (vuelta) |  |    | 28 de mayo de 1997 Estadio Olímpico, Múnich | 28 de mayo de 1997 Estadio Olímpico, Múnich | 28 de mayo de 1997 Estadio Olímpico, Múnich |  |
|  |                                                       |                                                       |                                                       |                                                       |                                                       |   |    |                                                       |                                                       |                                                       |                                                       |                                                       |  |    |                                             |                                             |                                             |  |
|  |                                                       |                                                       |                                                       |                                                       |                                                       |   |    |                                                       |                                                       |                                                       |                                                       |                                                       |  |    |                                             |                                             |                                             |  |
|  | 2B                                                    | Borussia Dortmund                                     | 3                                                     | 1                                                     | 4                                                     |   |    |                                                       |                                                       |                                                       |                                                       |                                                       |  |    |                                             |                                             |                                             |  |
|  | 2B                                                    | Borussia Dortmund                                     | 3                                                     | 1                                                     | 4                                                     |   |    |                                                       |                                                       |                                                       |                                                       |                                                       |  |    |                                             |                                             |                                             |  |
|  | 1A                                                    | Auxerre                                               | 1                                                     | 0                                                     | 1                                                     |   |    |                                                       |                                                       |                                                       |                                                       |                                                       |  |    |                                             |                                             |                                             |  |
|  | 1A                                                    | Auxerre                                               | 1                                                     | 0                                                     | 1                                                     |   | 2B | Borussia Dortmund                                     | 1                                                     | 1                                                     | 2                                                     |                                                       |  |    |                                             |                                             |                                             |  |
|  |                                                       |                                                       |                                                       |                                                       |                                                       |   | 2B | Borussia Dortmund                                     | 1                                                     | 1                                                     | 2                                                     |                                                       |  |    |                                             |                                             |                                             |  |
|  |                                                       |                                                       | 2C                                                    | Manchester United                                     | 0                                                     | 0 | 0  |                                                       |                                                       |                                                       |                                                       |                                                       |  |    |                                             |                                             |                                             |  |
|  | 2C                                                    | Manchester United                                     | 2C                                                    | Manchester United                                     | 0                                                     | 0 | 0  | 4                                                     | 0                                                     | 4                                                     |                                                       |                                                       |  |    |                                             |                                             |                                             |  |
|  | 2C                                                    | Manchester United                                     |                                                       |                                                       |                                                       |   |    |                                                       |                                                       | 4                                                     |                                                       |                                                       |  |    |                                             |                                             |                                             |  |
|  | 1D                                                    | Porto                                                 | 0                                                     | 0                                                     | 0                                                     |   |    |                                                       |                                                       |                                                       |                                                       |                                                       |  |    |                                             |                                             |                                             |  |
|  | 1D                                                    | Porto                                                 | 0                                                     | 0                                                     | 0                                                     |   |    |                                                       |                                                       |                                                       |                                                       |                                                       |  | 2B | Borussia Dortmund                           | 3                                           |                                             |  |
|  |                                                       |                                                       |                                                       |                                                       |                                                       |   |    |                                                       |                                                       |                                                       |                                                       |                                                       |  | 2B | Borussia Dortmund                           | 3                                           |                                             |  |
|  |                                                       |                                                       | 1C                                                    | Juventus                                              | 1                                                     |   |    |                                                       |                                                       |                                                       |                                                       |                                                       |  |    |                                             |                                             |                                             |  |
|  | 2A                                                    | Ajax (t. s.)                                          | 1C                                                    | Juventus                                              | 1                                                     | 1 | 3  | 4                                                     |                                                       |                                                       |                                                       |                                                       |  |    |                                             |                                             |                                             |  |
|  | 2A                                                    | Ajax (t. s.)                                          |                                                       |                                                       |                                                       |   |    |                                                       |                                                       |                                                       |                                                       |                                                       |  |    |                                             |                                             |                                             |  |
|  | 1B                                                    | Atlético de Madrid                                    | 1                                                     | 2                                                     | 3                                                     |   |    |                                                       |                                                       |                                                       |                                                       |                                                       |  |    |                                             |                                             |                                             |  |
|  | 1B                                                    | Atlético de Madrid                                    | 1                                                     | 2                                                     | 3                                                     |   | 2A | Ajax                                                  | 1                                                     | 1                                                     | 2                                                     |                                                       |  |    |                                             |                                             |                                             |  |
|  |                                                       |                                                       |                                                       |                                                       |                                                       |   | 2A | Ajax                                                  | 1                                                     | 1                                                     | 2                                                     |                                                       |  |    |                                             |                                             |                                             |  |
|  |                                                       |                                                       | 1C                                                    | Juventus                                              | 2                                                     | 4 | 6  |                                                       |                                                       |                                                       |                                                       |                                                       |  |    |                                             |                                             |                                             |  |
|  | 2D                                                    | Rosenborg                                             | 1C                                                    | Juventus                                              | 2                                                     | 4 | 6  | 1                                                     | 0                                                     | 1                                                     |                                                       |                                                       |  |    |                                             |                                             |                                             |  |
|  | 2D                                                    | Rosenborg                                             |                                                       |                                                       |                                                       |   |    |                                                       |                                                       | 1                                                     |                                                       |                                                       |  |    |                                             |                                             |                                             |  |
|  | 1C                                                    | Juventus                                              | 1                                                     | 2                                                     | 3                                                     |   |    |                                                       |                                                       |                                                       |                                                       |                                                       |  |    |                                             |                                             |                                             |  |
|  | 1C                                                    | Juventus                                              | 1                                                     | 2                                                     | 3                                                     |   |    |                                                       |                                                       |                                                       |                                                       |                                                       |  |    |                                             |                                             |                                             |  |
|  |                                                       |                                                       |                                                       |                                                       |                                                       |   |    |                                                       |                                                       |                                                       |                                                       |                                                       |  |    |                                             |                                             |                                             |  |

## Final
| 1          | POR        | Stefan Klos        |     |
| 5          | DEF        | Jürgen Kohler      |     |
| 6          | DEF        | Matthias Sammer    |     |
| 16         | DEF        | Martin Kree        |     |
| 7          | DEF        | Stefan Reuter      |     |
| 14         | MED        | Paul Lambert       |     |
| 19         | MED        | Paulo Sousa        |     |
| 17         | MED        | Jörg Heinrich      |     |
| 10         | MED        | Andreas Möller     | 89' |
| 13         | DEL        | Karl-Heinz Riedle  | 67' |
| 9          | DEL        | Stéphane Chapuisat | 70' |
| Entrenador | Entrenador | Ottmar Hitzfeld    |     |

| 1          | POR        | Angelo Peruzzi   |     |
| 5          | DEF        | Sergio Porrini   | 46' |
| 2          | DEF        | Ciro Ferrara     |     |
| 4          | DEF        | Paolo Montero    |     |
| 13         | DEF        | Mark Iuliano     |     |
| 7          | MED        | Angelo Di Livio  |     |
| 18         | MED        | Vladimir Jugović |     |
| 14         | MED        | Didier Deschamps |     |
| 21         | MED        | Zinedine Zidane  |     |
| 9          | DEL        | Alen Bokšić      | 87' |
| 15         | DEL        | Christian Vieri  | 71' |
| Entrenador | Entrenador | Marcello Lippi   |     |

| 11 | DEL | Heiko Herrlich | 67' |
| 18 | MED | Lars Ricken    | 70' |
| 8  | MED | Michael Zorc   | 89' |

| 10 | DEL | Alessandro Del Piero | 46' |
| 16 | DEL | Nicola Amoruso       | 71' |
| 20 | MED | Alessio Tacchinardi  | 87' |

| Anotado | 29' | Karl-Heinz Riedle | 1-0 |
| Anotado | 34' | Karl-Heinz Riedle | 2-0 |
| Anotado | 71' | Lars Ricken       | 3-1 |

| Anotado | 65' | Alessandro Del Piero | 2-1 |

| Amonestado | 23' | Paulo Sousa |
| Amonestado | 71' | Lars Ricken |

| Amonestado | 19' | Sergio Porrini |
| Amonestado | 90' | Mark Iuliano   |

| Árbitro             | Sándor Puhl  |
| Árbitros asistentes | László Hamar |
| Árbitros asistentes | Imre Bozóky  |
| Cuarto árbitro      | Attila Juhos |

| 1          | POR        | Stefan Klos        |     |
| 5          | DEF        | Jürgen Kohler      |     |
| 6          | DEF        | Matthias Sammer    |     |
| 16         | DEF        | Martin Kree        |     |
| 7          | DEF        | Stefan Reuter      |     |
| 14         | MED        | Paul Lambert       |     |
| 19         | MED        | Paulo Sousa        |     |
| 17         | MED        | Jörg Heinrich      |     |
| 10         | MED        | Andreas Möller     | 89' |
| 13         | DEL        | Karl-Heinz Riedle  | 67' |
| 9          | DEL        | Stéphane Chapuisat | 70' |
| Entrenador | Entrenador | Ottmar Hitzfeld    |     |

| 1          | POR        | Angelo Peruzzi   |     |
| 5          | DEF        | Sergio Porrini   | 46' |
| 2          | DEF        | Ciro Ferrara     |     |
| 4          | DEF        | Paolo Montero    |     |
| 13         | DEF        | Mark Iuliano     |     |
| 7          | MED        | Angelo Di Livio  |     |
| 18         | MED        | Vladimir Jugović |     |
| 14         | MED        | Didier Deschamps |     |
| 21         | MED        | Zinedine Zidane  |     |
| 9          | DEL        | Alen Bokšić      | 87' |
| 15         | DEL        | Christian Vieri  | 71' |
| Entrenador | Entrenador | Marcello Lippi   |     |

| 11 | DEL | Heiko Herrlich | 67' |
| 18 | MED | Lars Ricken    | 70' |
| 8  | MED | Michael Zorc   | 89' |

| 10 | DEL | Alessandro Del Piero | 46' |
| 16 | DEL | Nicola Amoruso       | 71' |
| 20 | MED | Alessio Tacchinardi  | 87' |

| Anotado | 29' | Karl-Heinz Riedle | 1-0 |
| Anotado | 34' | Karl-Heinz Riedle | 2-0 |
| Anotado | 71' | Lars Ricken       | 3-1 |

| Anotado | 65' | Alessandro Del Piero | 2-1 |

| Amonestado | 23' | Paulo Sousa |
| Amonestado | 71' | Lars Ricken |

| Amonestado | 19' | Sergio Porrini |
| Amonestado | 90' | Mark Iuliano   |

| Árbitro             | Sándor Puhl  |
| Árbitros asistentes | László Hamar |
| Árbitros asistentes | Imre Bozóky  |
| Cuarto árbitro      | Attila Juhos |

|                                       |
| Bandera de Alemania                   |
| Campeón Borussia Dortmund 1.er título |

## Rendimiento general
| Pos. | Equipo             | Pts. | PJ | G | E | P | GF | GC | Dif. | Rend.  |
| ---- | ------------------ | ---- | -- | - | - | - | -- | -- | ---- | ------ |
| 1    | Borussia Dortmund  | 28   | 11 | 9 | 1 | 1 | 23 | 10 | +13  | 84.84% |
| 2    | Juventus           | 26   | 11 | 8 | 2 | 1 | 21 | 7  | +14  | 78.79% |
|      |                    |      |    |   |   |   |    |    |      |        |
| 3    | Ajax               | 16   | 10 | 5 | 1 | 4 | 14 | 13 | +1   | 53.33% |
| 4    | Manchester United  | 13   | 10 | 4 | 1 | 5 | 10 | 5  | +5   | 43.33% |
|      |                    |      |    |   |   |   |    |    |      |        |
| 5    | Porto              | 17   | 8  | 5 | 2 | 1 | 12 | 8  | +4   | 70.83% |
| 6    | Atlético de Madrid | 14   | 8  | 4 | 2 | 2 | 15 | 8  | +7   | 58.33% |
| 7    | Auxerre            | 12   | 8  | 4 | 0 | 4 | 9  | 11 | −2   | 50%    |
| 8    | Rosenborg          | 10   | 8  | 3 | 1 | 4 | 8  | 14 | −6   | 41.67% |
|      |                    |      |    |   |   |   |    |    |      |        |
| 9    | Grasshopper        | 9    | 6  | 3 | 0 | 3 | 8  | 5  | +3   | 50%    |
| 10   | Milan              | 7    | 6  | 2 | 1 | 3 | 13 | 11 | +2   | 38.89% |
| 11   | Fenerbahçe         | 7    | 6  | 2 | 1 | 3 | 3  | 6  | −3   | 38.89% |
| 12   | Widzew Lodz        | 4    | 6  | 1 | 1 | 4 | 6  | 10 | −4   | 22.22% |
| 13   | Steaua de Bucarest | 4    | 6  | 1 | 1 | 4 | 5  | 15 | −10  | 22.22% |
| 14   | IFK Göteborg       | 3    | 6  | 1 | 0 | 5 | 7  | 13 | −6   | 16.67% |
| 15   | Rangers            | 3    | 6  | 1 | 0 | 5 | 5  | 13 | −8   | 16.67% |
| 16   | Rapid de Viena     | 2    | 6  | 0 | 2 | 4 | 2  | 12 | −10  | 11.11% |

 Fuente: 